# Salavat Julajev
Salavat Julajev (basjkiriska: Салауат Юлай-улы; ryska: Салават Юлаев), född den 5 juni (g.s.) / 16 juni (n.s.) 1754 i byn Tiekejevo i Guvernementet Orenburg (nuvarande Basjkirien), död den 26 september (g.s.) / 8 oktober (n.s.) 1800 i Rogervik i Guvernementet Estland, var en basjkirisk nationalhjälte som deltog i ett bondeuppror 1773–1775. Julajev visade sig vara en framgångsrik krigare och avancerade i graderna hos rebellerna. Upproret slogs dock ner och Julajev tillfångatogs 1774 och dömdes tillsammans med sin far, som också deltagit i upproret, till evigt straffarbete vid befästningen i Rogervik. Julajev var före upproret känd som poet. I sin poesi uppmanade han folket att kämpa mot förtryckarna och prisade sitt födelselands skönhet.
Till Julajevs ära uppkallades en stad i Basjkirien till Salavat, han är omskriven av ett flertal ryska, basjkiriska, tatariska (m.fl) författare och det finns en film, en opera samt ett ishockeylag uppkallat efter hans namn.